# Siberiabrug
De Siberiabrug is een brug in het Antwerpse havengebied op de rechteroever van de Schelde. De brug ligt over het noordelijke hoofd van het Suezdok, een klein dok dat het Kattendijkdok met het Amerikadok verbindt.
Tot 1938 was de Siberiabrug een hydraulische draaibrug. In 1938 werden de noodsasdeuren gesloopt. Tussen 1938 en 1947 werd de geul-Siberiabrug gemoderniseerd en verbreed van 18 m naar 21 m, en werd de hydraulische draaibrug vervangen door twee elektrische basculebruggen met elk 2 rijstroken. De zuidelijke brug werd in 1991 gesloopt en in 1997 door een ophaalbrug vervangen. Bij hoge zomertemperaturen bleef de basculebrug tijdelijk open staan, terwijl de ophaalbrug gewoon verder bleef werken. De oude stalen brugconstruktie zette met de warmte te veel uit en kon niet goed in het slot terechtkomen. Bij het neerkomen kon de brug niet volledig dicht en bleef dan zo'n 20 cm omhoog staan. Sinds 2017 is deze brug dan ook uit gebruik genomen en blijft open staan voor het scheepvaartverkeer. Alle verkeer loopt nu over de zuidelijke brug.
In 1997 werd aan de onderzijde van de noordelijke brug een kunstwerk van de Antwerpse kunstenares Nancy Van Meer bevestigd in het kader van de tentoonstelling Bridge Art tijdens het Portival-festival in de Haven van Antwerpen. Ook 5 andere bruggen in de oude haven werden op deze manier "aangekleed". De kunstwerken waren enkel zichtbaar als de bruggen geopend werden voor het scheepvaartverkeer.
De naam van de brug is afgeleid van het Siberiadok dat in 1887 werd gegraven. Waar het Siberiadok aansloot op het Suezdok werd de Siberiabrug aangelegd. Het Siberiadok is nu een deel van het Amerikadok.
Het VHF-werkkanaal is 69. Het VHF-contactkanaal is 69 ( Stadshaven ).
Er liep ooit een treinspoor over deze brug. Via de oude Straatsburgbrug kon het noorden bereikt worden, en langs de Rijnkaai en de Schelde het zuiden.
Albertbrug · Asiabrug · Berendrechtbrug · Boudewijnbrug · Droogdokbrug · Farnesebrug · Frederik Hendrikbrug · Kattendijkbrug · Kempischebrug · Kruisschansbrug · Lefèbvrebrug · Lillobrug · Londenbrug · Luikbrug · Meestoofbrug · Melselebrug · Mexicobrug · Nassaubrug · Noorderlaanbrug · Noordkasteelbrug · Noordlandbrug · Oosterweelbrug · Oudendijkbrug · Petroleumbrug · Royersbrug · Siberiabrug · Straatsburgbrug · Van Cauwelaertbrug · Willembrug · Wilmarsdonkbrug · Zandvlietbrug · Ophaalbrug Merksem Groot Dok · Ophaalbrug Merksem Klein Dok